# ليو أندرادي
ليو أندرادي (بالبرتغالية: Léo Andrade) هو لاعب كرة قدم برازيلي، ولد في 18 أبريل 1998 في كوريتيبا في البرازيل.

## وصلات خارجية
- ليو أندرادي على موقع قاعدة بيانات كرة القدم.إي يو (الإنجليزية)
- ليو أندرادي على موقع Soccerway.com (الإنجليزية)
- ليو أندرادي على موقع عالم كرة القدم.نت (الإنجليزية)